# Élections départementales de 2021 dans le Cher
Les élections départementales dans le Cher ont lieu les 20 et 27 juin 2021.

## Contexte départemental

### Assemblée départementale sortante
Avant les élections, le Conseil départemental du Cher est présidé par Michel Autissier (LR).
Il comprend 38 conseillers départementaux issus des 19 cantons du Cher.
| Président du Conseil départemental   |       |       |      |                                    |
| Michel Autissier (LR)                |       |       |      |                                    |
| Parti                                | Sigle | Sigle | Élus | Groupes                            |
| Majorité (24 sièges)                 |       |       |      |                                    |
| Les Républicains                     |       | LR    | 13   | Avenir pour le Cher                |
| Divers droite                        |       | DVD   | 8    | Avenir pour le Cher                |
| Union des démocrates et indépendants |       | UDI   | 3    | Avenir pour le Cher                |
| Opposition (14 sièges)               |       |       |      |                                    |
| Parti socialiste                     |       | PS    | 10   | Osons pour le Cher                 |
| Parti communiste français            |       | PCF   | 4    | Ensemble, mieux vivre dans le Cher |

## Système électoral
Les élections ont lieu au scrutin majoritaire binominal à deux tours. Le système est paritaire : les candidatures sont présentées sous la forme d'un binôme composé d'une femme et d'un homme avec leurs suppléants (une femme et un homme également).
Pour être élu au premier tour, un binôme doit obtenir la majorité absolue des suffrages exprimés et un nombre de suffrages au moins égal à 25 % des électeurs inscrits. Si aucun binôme n'est élu au premier tour, seuls peuvent se présenter au second tour les binômes qui ont obtenu un nombre de suffrages au moins égal à 12,5 % des électeurs inscrits, sans possibilité pour les binômes de fusionner. Est élu au second tour le binôme qui obtient le plus grand nombre de voix.

## Résultats à l'échelle du département

### Résultats par nuances du ministère de l'Intérieur
Les nuances utilisées par le ministère de l'Intérieur ne tiennent pas compte des alliances locales.
| Binômes                  | Binômes                              | Binômes                  | Premier tour | Premier tour | Premier tour | Second tour | Second tour | Second tour | Total | +/-           |  |
| Binômes                  | Binômes                              | Binômes                  | Voix         | %            | Sièges       | Voix        | %           | Sièges      | Total | +/-           |  |
| ------------------------ | ------------------------------------ | ------------------------ | ------------ | ------------ | ------------ | ----------- | ----------- | ----------- | ----- | ------------- |  |
|                          | Rassemblement national               | RN                       | 12 649       | 18,29        | 0            | 3 991       | 6,08        | 0           | 0     | en stagnation |  |
|                          | Union au centre et à droite          | UCD                      | 12 355       | 17,86        | 2            | 11 348      | 17,28       | 6           | 8     | Nv.           |  |
|                          | Divers droite                        | DVD                      | 12 040       | 17,41        | 0            | 14 061      | 21,41       | 8           | 8     | 8             |  |
|                          | Union à gauche                       | UG                       | 7 593        | 10,98        | 0            | 9 314       | 14,18       | 4           | 4     | 4             |  |
|                          | Parti communiste français            | COM                      | 5 971        | 8,63         | 0            | 6 132       | 9,33        | 4           | 4     | 4             |  |
|                          | Union de la droite                   | UD                       | 4 507        | 6,52         | 0            | 6 239       | 9,50        | 4           | 4     | 18            |  |
|                          | Divers gauche                        | DVG                      | 2 969        | 4,29         | 0            | 3 657       | 5,57        | 2           | 2     | 2             |  |
|                          | Les Républicains                     | LR                       | 1 977        | 2,86         | 0            | 2 108       | 3,21        | 2           | 2     | 2             |  |
|                          | Parti socialiste                     | SOC                      | 2 287        | 3,31         | 0            | 2 935       | 4,47        | 4           | 4     | 6             |  |
|                          | Union des démocrates et indépendants | UDI                      | 1 887        | 2,73         | 0            | 2 392       | 3,64        | 2           | 2     | en stagnation |  |
|                          | Divers                               | DIV                      | 1 537        | 2,22         | 0            | 2 047       | 3,12        | 0           | 0     | en stagnation |  |
|                          | Union au centre et à gauche          | UCG                      | 1 158        | 1,67         | 0            | 1 466       | 2,23        | 0           | 0     | Nv.           |  |
|                          | Écologistes                          | ECO                      | 859          | 1,24         | 0            |             |             |             | 0     | en stagnation |  |
|                          | Union à gauche avec des écologistes  | UGE                      | 695          | 1,00         | 0            | 0           | Nv.         |             |       |               |  |
|                          | Divers centre                        | DVC                      | 682          | 0,99         | 0            | 0           | Nv.         |             |       |               |  |
|                          |                                      |                          |              |              |              |             |             |             |       |               |  |
| Suffrages exprimés       | Suffrages exprimés                   | Suffrages exprimés       | 69 166       | 93,68        |              | 65 690      | 91,28       |             |       |               |  |
| Votes blancs             | Votes blancs                         | Votes blancs             | 3 340        | 4,52         | 4 708        | 6,54        |             |             |       |               |  |
| Votes nuls               | Votes nuls                           | Votes nuls               | 1 328        | 1,80         | 1 568        | 2,18        |             |             |       |               |  |
| Total                    | Total                                | Total                    | 73 834       | 100          | 2            | 71 966      | 100         | 36          | 38    | en stagnation |  |
| Abstentions              | Abstentions                          | Abstentions              | 149 985      | 67,01        |              | 139 468     | 65,96       |             |       |               |  |
| Inscrits / participation | Inscrits / participation             | Inscrits / participation | 223 819      | 32,99        | 211 434      | 34,04       |             |             |       |               |  |

### Assemblée départementale élue
| Président du Conseil départemental   |       |       |      |                     |
| Jacques Fleury (LR)                  |       |       |      |                     |
| Parti                                | Sigle | Sigle | Élus | Groupes             |
| Majorité (24 sièges)                 |       |       |      |                     |
| Divers droite                        |       | DVD   | 11   | Avenir pour le Cher |
| Les Républicains                     |       | LR    | 11   | Avenir pour le Cher |
| Union des démocrates et indépendants |       | UDI   | 2    | Avenir pour le Cher |
| Opposition (14 sièges)               |       |       |      |                     |
| Parti socialiste                     |       | PS    | 8    | Le Cher en commun   |
| Parti communiste français            |       | PCF   | 5    | Le Cher en commun   |
| Divers gauche                        |       | DVG   | 1    | Le Cher en commun   |

### Élus par canton
Le scrutin est marqué par une grande stabilité : la majorité de droite remporte le canton d'Avord tout en cédant celui de Saint-Germain-du-Puy à la gauche. Le PCF confirme leur ancrage sur les deux cantons vierzonnais.
| Canton                  | Conseiller Sortant           | Parti | Parti | Conseiller élu            | Parti | Parti |
| ----------------------- | ---------------------------- | ----- | ----- | ------------------------- | ----- | ----- |
| Aubigny-sur-Nère        | Michel Autissier             |       | LR    | David Dallois             |       | LR    |
| Aubigny-sur-Nère        | Anne Cassier                 |       | LR    | Anne Cassier              |       | LR    |
| Avord                   | Christine Chapeau            |       | PS    | Bénédicte de Choulot      |       | DVD   |
| Avord                   | Pascal Méreau                |       | PS    | Pierre Grosjean           |       | DVD   |
| Bourges-1               | Yann Galut                   |       | PS    | Yann Galut                |       | PS    |
| Bourges-1               | Francine Gay                 |       | PS    | Sakina Robinson           |       | PS    |
| Bourges-2               | Irène Félix                  |       | PS    | Irène Félix               |       | PS    |
| Bourges-2               | Renaud Mettre                |       | PS    | Renaud Mettre             |       | PS    |
| Bourges-3               | Zehira Ben Ahmed             |       | PS    | Zehira Ben Ahmed          |       | PS    |
| Bourges-3               | Hugo Lefelle                 |       | PS    | Hugo Lefelle              |       | PS    |
| Bourges-4               | Véronique Fenoll             |       | LR    | Véronique Fenoll          |       | LR    |
| Bourges-4               | Jacques Fleury               |       | LR    | Jacques Fleury            |       | LR    |
| Chârost                 | Philippe Charrette           |       | LR    | Philippe Charette         |       | LR    |
| Chârost                 | Nicole Progin                |       | LR    | Marie-Line Cirre          |       | DVD   |
| Châteaumeillant         | Marilyne Brossat             |       | DVD   | Daniel Fourré             |       | DVD   |
| Châteaumeillant         | Daniel Fourre                |       | DVD   | Bernadette Perrot-Dubreil |       | LR    |
| Dun-sur-Auron           | Pascal Aupy                  |       | LR    | Didier Brugère            |       | DVD   |
| Dun-sur-Auron           | Marie-Pierre Richer          |       | LR    | Marie-Pierre Richer       |       | LR    |
| La Guerche-sur-l'Aubois | Bernadette Courivaud         |       | PS    | Bernadette Courivaud      |       | PS    |
| La Guerche-sur-l'Aubois | Robert Belleret              |       | PS    | Serge Méchin              |       | PS    |
| Mehun-sur-Yèvre         | Sophie Bertrand              |       | LR    | Sophie Bertrand           |       | LR    |
| Mehun-sur-Yèvre         | Bruno Meunier                |       | DVD   | Christian Gattefin        |       | DVD   |
| Saint-Amand-Montrond    | Annie Lallier                |       | LR    | Clarisse Duluc            |       | LR    |
| Saint-Amand-Montrond    | Emmanuel Riotte              |       | LR    | Emmanuel Riotte           |       | LR    |
| Saint-Doulchard         | Françoise Le Duc             |       | DVD   | Richard Boudet            |       | DVD   |
| Saint-Doulchard         | Thierry Vallée               |       | LR    | Catherine Rebottaro       |       | DVD   |
| Saint-Germain-du-Puy    | Ghislaine de Bengy-Puyvallée |       | LR    | Marie-Christine Baudoin   |       | PCF   |
| Saint-Germain-du-Puy    | Jean-Claude Morin            |       | LR    | Gérard Clavier            |       | DVG   |
| Saint-Martin-d'Auxigny  | Fabrice Chollet              |       | LR    | Fabrice Chollet           |       | LR    |
| Saint-Martin-d'Auxigny  | Béatrice Damade              |       | UDI   | Béatrice Damade           |       | UDI   |
| Sancerre                | Patrick Bagot                |       | DVD   | Patrick Bagot             |       | DVD   |
| Sancerre                | Michelle Guillou             |       | DVD   | Sophie Chestier           |       | DVD   |
| Trouy                   | Patrick Barnier              |       | DVD   | Patrick Barnier           |       | DVD   |
| Trouy                   | Corinne Charlot              |       | DVD   | Florence Pierre           |       | UDI   |
| Vierzon-1               | Karine Chêne                 |       | PCF   | Mélanie Chauvet           |       | PCF   |
| Vierzon-1               | Franck Michoux               |       | PCF   | Franck Michoux            |       | PCF   |
| Vierzon-2               | Jean-Pierre Charles          |       | PCF   | Jean-Pierre Charles       |       | PCF   |
| Vierzon-2               | Delphine Pietu               |       | PCF   | Delphine Pietu            |       | PCF   |

## Résultats par canton
Les binômes sont présentés par ordre décroissant des résultats au premier tour. En cas de victoire au second tour du binôme arrivé en deuxième place au premier, ses résultats sont indiqués en gras.

### Canton d'Aubigny-sur-Nère
| Candidats                | Candidats                | Partis                   | Nuance                   | Premier tour | Premier tour |
| Candidats                | Candidats                | Partis                   | Nuance                   | Voix         | %            |
| ------------------------ | ------------------------ | ------------------------ | ------------------------ | ------------ | ------------ |
|                          | Anne Cassier             | LR                       | UCD                      | 3 156        | 73,38        |
|                          | David Dallois            | LR                       | UCD                      | 3 156        | 73,38        |
|                          | Alain Busschaert         | RN                       | RN                       | 1 145        | 26,62        |
|                          | Myriam Janvier           | RN                       | RN                       | 1 145        | 26,62        |
|                          |                          |                          |                          |              |              |
| Suffrages exprimés       | Suffrages exprimés       | Suffrages exprimés       | Suffrages exprimés       | 4 301        | 93,12        |
| Votes blancs             | Votes blancs             | Votes blancs             | Votes blancs             | 193          | 4,18         |
| Votes nuls               | Votes nuls               | Votes nuls               | Votes nuls               | 125          | 2,71         |
| Total                    | Total                    | Total                    | Total                    | 4 619        | 100          |
| Abstention               | Abstention               | Abstention               | Abstention               | 7 828        | 62,89        |
| Inscrits / participation | Inscrits / participation | Inscrits / participation | Inscrits / participation | 12 447       | 37,11        |

### Canton d'Avord
| Candidats                | Candidats                | Partis                   | Nuance                   | Premier tour | Premier tour | Second tour | Second tour |
| Candidats                | Candidats                | Partis                   | Nuance                   | Voix         | %            | Voix        | %           |
| ------------------------ | ------------------------ | ------------------------ | ------------------------ | ------------ | ------------ | ----------- | ----------- |
|                          | Christine Chapeau        | PS                       | UG                       | 1 817        | 38,01        | 2 296       | 46,78       |
|                          | Pascal Méreau            | PS                       | UG                       | 1 817        | 38,01        | 2 296       | 46,78       |
|                          | Bénédicte de Choulot     | DVD                      | DVD                      | 1 784        | 37,32        | 2 612       | 53,22       |
|                          | Pierre Grosjean          | DVD                      | DVD                      | 1 784        | 37,32        | 2 612       | 53,22       |
|                          | Julie Apricena           | RN                       | RN                       | 1 179        | 24,67        |             |             |
|                          | Roland Ducout            | RN                       | RN                       | 1 179        | 24,67        |             |             |
|                          |                          |                          |                          |              |              |             |             |
| Suffrages exprimés       | Suffrages exprimés       | Suffrages exprimés       | Suffrages exprimés       | 4 780        | 95,91        | 4 908       | 92,88       |
| Votes blancs             | Votes blancs             | Votes blancs             | Votes blancs             | 129          | 2,59         | 255         | 4,83        |
| Votes nuls               | Votes nuls               | Votes nuls               | Votes nuls               | 75           | 1,50         | 121         | 92,88       |
| Total                    | Total                    | Total                    | Total                    | 4 984        | 100          | 5 284       | 100         |
| Abstention               | Abstention               | Abstention               | Abstention               | 8 113        | 61,95        | 7 815       | 59,66       |
| Inscrits / participation | Inscrits / participation | Inscrits / participation | Inscrits / participation | 13 097       | 38,05        | 13 099      | 40,34       |

### Canton de Bourges-1
| Candidats                | Candidats                | Partis                   | Nuance                   | Premier tour | Premier tour | Second tour | Second tour |
| Candidats                | Candidats                | Partis                   | Nuance                   | Voix         | %            | Voix        | %           |
| ------------------------ | ------------------------ | ------------------------ | ------------------------ | ------------ | ------------ | ----------- | ----------- |
|                          | Yann Galut               | PS                       | UG                       | 1 909        | 61,62        | 2 096       | 60,89       |
|                          | Sakina Robinson          | PS                       | UG                       | 1 909        | 61,62        | 2 096       | 60,89       |
|                          | Anne-Lucie Clausse       | LR                       | UCD                      | 1 189        | 38,38        | 1 346       | 39,11       |
|                          | Philippe Gitton          | LR                       | UCD                      | 1 189        | 38,38        | 1 346       | 39,11       |
|                          |                          |                          |                          |              |              |             |             |
| Suffrages exprimés       | Suffrages exprimés       | Suffrages exprimés       | Suffrages exprimés       | 3 098        | 88,79        | 3 442       | 92,58       |
| Votes blancs             | Votes blancs             | Votes blancs             | Votes blancs             | 385          | 11,03        | 276         | 7,42        |
| Votes nuls               | Votes nuls               | Votes nuls               | Votes nuls               | 6            | 0,17         | 0           | 0,00        |
| Total                    | Total                    | Total                    | Total                    | 3 489        | 100          | 3 718       | 100         |
| Abstention               | Abstention               | Abstention               | Abstention               | 9 067        | 72,21        | 8 842       | 70,40       |
| Inscrits / participation | Inscrits / participation | Inscrits / participation | Inscrits / participation | 12 556       | 27,79        | 12 560      | 29,60       |

### Canton de Bourges-2
| Candidats                | Candidats                | Partis                   | Nuance                   | Premier tour | Premier tour | Second tour | Second tour |
| Candidats                | Candidats                | Partis                   | Nuance                   | Voix         | %            | Voix        | %           |
| ------------------------ | ------------------------ | ------------------------ | ------------------------ | ------------ | ------------ | ----------- | ----------- |
|                          | Irène Félix              | PS                       | DVG                      | 1 196        | 56,63        | 1 452       | 65,91       |
|                          | Renaud Mettre            | PS                       | DVG                      | 1 196        | 56,63        | 1 452       | 65,91       |
|                          | Jean-Jacques Gobin       | LR                       | UCD                      | 511          | 24,20        | 751         | 34,09       |
|                          | Alix Penloup             | LR                       | UCD                      | 511          | 24,20        | 751         | 34,09       |
|                          | Gwendoline Dufresne      | RN                       | RN                       | 405          | 19,18        |             |             |
|                          | Alexandre Resmond        | RN                       | RN                       | 405          | 19,18        |             |             |
|                          |                          |                          |                          |              |              |             |             |
| Suffrages exprimés       | Suffrages exprimés       | Suffrages exprimés       | Suffrages exprimés       | 2 112        | 91,63        | 2 203       | 88,94       |
| Votes blancs             | Votes blancs             | Votes blancs             | Votes blancs             | 193          | 8,37         | 274         | 11,06       |
| Votes nuls               | Votes nuls               | Votes nuls               | Votes nuls               | 0            | 0,00         | 0           | 0,00        |
| Total                    | Total                    | Total                    | Total                    | 2 305        | 100          | 2 477       | 100         |
| Abstention               | Abstention               | Abstention               | Abstention               | 7 446        | 76,36        | 7 275       | 74,60       |
| Inscrits / participation | Inscrits / participation | Inscrits / participation | Inscrits / participation | 9 751        | 23,64        | 9 752       | 25,40       |

### Canton de Bourges-3
| Candidats                | Candidats                | Partis                   | Nuance                   | Premier tour | Premier tour | Second tour | Second tour |
| Candidats                | Candidats                | Partis                   | Nuance                   | Voix         | %            | Voix        | %           |
| ------------------------ | ------------------------ | ------------------------ | ------------------------ | ------------ | ------------ | ----------- | ----------- |
|                          | Zehira Ben Ahmed         | PS                       | SOC                      | 986          | 52,78        | 1 234       | 55,44       |
|                          | Hugo Lefelle             | PS                       | SOC                      | 986          | 52,78        | 1 234       | 55,44       |
|                          | Corinne Malroux          | LR                       | UCD                      | 882          | 47,22        | 992         | 44,56       |
|                          | Philippe Mercier         | LR                       | UCD                      | 882          | 47,22        | 992         | 44,56       |
|                          |                          |                          |                          |              |              |             |             |
| Suffrages exprimés       | Suffrages exprimés       | Suffrages exprimés       | Suffrages exprimés       | 1 868        | 87,99        | 2 226       | 90,23       |
| Votes blancs             | Votes blancs             | Votes blancs             | Votes blancs             | 255          | 12,01        | 241         | 9,77        |
| Votes nuls               | Votes nuls               | Votes nuls               | Votes nuls               | 0            | 0,00         | 0           | 0,00        |
| Total                    | Total                    | Total                    | Total                    | 2 123        | 100          | 2 467       | 100         |
| Abstention               | Abstention               | Abstention               | Abstention               | 7 423        | 77,76        | 7 082       | 74,16       |
| Inscrits / participation | Inscrits / participation | Inscrits / participation | Inscrits / participation | 9 546        | 22,24        | 9 549       | 25,84       |

### Canton de Bourges-4
| Candidats                | Candidats                | Partis                   | Nuance                   | Premier tour | Premier tour | Second tour | Second tour |
| Candidats                | Candidats                | Partis                   | Nuance                   | Voix         | %            | Voix        | %           |
| ------------------------ | ------------------------ | ------------------------ | ------------------------ | ------------ | ------------ | ----------- | ----------- |
|                          | Véronique Fenoll         | LR                       | LR                       | 1 977        | 60,61        | 2 108       | 58,74       |
|                          | Jacques Fleury           | LR                       | LR                       | 1 977        | 60,61        | 2 108       | 58,74       |
|                          | Martine Chicot           | PCF                      | UG                       | 1 285        | 39,39        | 1 481       | 41,26       |
|                          | Pierre Dedet             | GRS                      | UG                       | 1 285        | 39,39        | 1 481       | 41,26       |
|                          |                          |                          |                          |              |              |             |             |
| Suffrages exprimés       | Suffrages exprimés       | Suffrages exprimés       | Suffrages exprimés       | 3 262        | 90,01        | 3 589       | 93,27       |
| Votes blancs             | Votes blancs             | Votes blancs             | Votes blancs             | 362          | 9,99         | 259         | 6,73        |
| Votes nuls               | Votes nuls               | Votes nuls               | Votes nuls               | 0            | 0,00         | 0           | 0,00        |
| Total                    | Total                    | Total                    | Total                    | 3 624        | 100          | 3 848       | 100         |
| Abstention               | Abstention               | Abstention               | Abstention               | 8 093        | 69,07        | 7 870       | 67,16       |
| Inscrits / participation | Inscrits / participation | Inscrits / participation | Inscrits / participation | 11 717       | 30,93        | 11 718      | 32,84       |

### Canton de Chârost
| Candidats                | Candidats                 | Partis                   | Nuance                   | Premier tour | Premier tour | Second tour | Second tour |
| Candidats                | Candidats                 | Partis                   | Nuance                   | Voix         | %            | Voix        | %           |
| ------------------------ | ------------------------- | ------------------------ | ------------------------ | ------------ | ------------ | ----------- | ----------- |
|                          | Philippe Charette         | LR                       | UD                       | 1 432        | 50,12        | 1 727       | 57,80       |
|                          | Marie-Line Cirre          | DVD                      | UD                       | 1 432        | 50,12        | 1 727       | 57,80       |
|                          | Julie Ferron              | PS                       | UG                       | 827          | 28,95        | 1 261       | 42,20       |
|                          | Bruno Noble               | PCF                      | UG                       | 827          | 28,95        | 1 261       | 42,20       |
|                          | Émilie Compain-Bernarchot | EÉLV                     | ECO                      | 598          | 20,93        |             |             |
|                          | Ludo Costes               | EÉLV                     | ECO                      | 598          | 20,93        |             |             |
|                          |                           |                          |                          |              |              |             |             |
| Suffrages exprimés       | Suffrages exprimés        | Suffrages exprimés       | Suffrages exprimés       | 2 857        | 91,78        | 2 988       | 92,36       |
| Votes blancs             | Votes blancs              | Votes blancs             | Votes blancs             | 168          | 5,40         | 171         | 5,29        |
| Votes nuls               | Votes nuls                | Votes nuls               | Votes nuls               | 88           | 2,83         | 76          | 2,35        |
| Total                    | Total                     | Total                    | Total                    | 3 113        | 100          | 3 235       | 100         |
| Abstention               | Abstention                | Abstention               | Abstention               | 7 272        | 70,02        | 7 146       | 68,84       |
| Inscrits / participation | Inscrits / participation  | Inscrits / participation | Inscrits / participation | 10 385       | 29,98        | 10 381      | 31,16       |

### Canton de Châteaumeillant
| Candidats                | Candidats                 | Partis                   | Nuance                   | Premier tour | Premier tour | Second tour | Second tour |
| Candidats                | Candidats                 | Partis                   | Nuance                   | Voix         | %            | Voix        | %           |
| ------------------------ | ------------------------- | ------------------------ | ------------------------ | ------------ | ------------ | ----------- | ----------- |
|                          | Daniel Fourré             | DVD                      | UCD                      | 1 527        | 34,00        | 2 252       | 52,83       |
|                          | Bernadette Perrot-Dubreil | LR                       | UCD                      | 1 527        | 34,00        | 2 252       | 52,83       |
|                          | Maryline Brossat          | DVD                      | UD                       | 1 168        | 26,01        | 2 011       | 47,17       |
|                          | Arnaud Sirot              | DVD                      | UD                       | 1 168        | 26,01        | 2 011       | 47,17       |
|                          | Estelle Le Creurer        | RN                       | RN                       | 1 014        | 22,58        |             |             |
|                          | Erwan Le Mintier          | RN                       | RN                       | 1 014        | 22,58        |             |             |
|                          | Daniel Bussenet           | PCF                      | COM                      | 444          | 9,89         |             |             |
|                          | Claudine Goix             | PCF                      | COM                      | 444          | 9,89         |             |             |
|                          | Corinne Breuzé            | DVD                      | DVD                      | 338          | 7,53         |             |             |
|                          | Christophe Chery          | DVD                      | DVD                      | 338          | 7,53         |             |             |
|                          |                           |                          |                          |              |              |             |             |
| Suffrages exprimés       | Suffrages exprimés        | Suffrages exprimés       | Suffrages exprimés       | 4 491        | 95,68        | 4 263       | 89,24       |
| Votes blancs             | Votes blancs              | Votes blancs             | Votes blancs             | 115          | 2,45         | 354         | 7,41        |
| Votes nuls               | Votes nuls                | Votes nuls               | Votes nuls               | 88           | 1,87         | 160         | 3,35        |
| Total                    | Total                     | Total                    | Total                    | 4 694        | 100          | 4 777       | 100         |
| Abstention               | Abstention                | Abstention               | Abstention               | 6 613        | 58,49        | 6 532       | 57,76       |
| Inscrits / participation | Inscrits / participation  | Inscrits / participation | Inscrits / participation | 11 307       | 41,51        | 11 309      | 42,24       |

### Canton de Dun-sur-Auron
| Candidats                | Candidats                | Partis                   | Nuance                   | Premier tour | Premier tour | Second tour | Second tour |
| Candidats                | Candidats                | Partis                   | Nuance                   | Voix         | %            | Voix        | %           |
| ------------------------ | ------------------------ | ------------------------ | ------------------------ | ------------ | ------------ | ----------- | ----------- |
|                          | Didier Brugère           | DVD                      | DVD                      | 2 471        | 69,53        | 2 592       | 71,07       |
|                          | Marie-Pierre Richer      | LR                       | DVD                      | 2 471        | 69,53        | 2 592       | 71,07       |
|                          | Édouard Desnos           | RN                       | RN                       | 1 083        | 30,47        | 1 055       | 28,93       |
|                          | Nathalie Ducorney        | RN                       | RN                       | 1 083        | 30,47        | 1 055       | 28,93       |
|                          |                          |                          |                          |              |              |             |             |
| Suffrages exprimés       | Suffrages exprimés       | Suffrages exprimés       | Suffrages exprimés       | 3 554        | 91,48        | 3 647       | 94,14       |
| Votes blancs             | Votes blancs             | Votes blancs             | Votes blancs             | 198          | 5,10         | 162         | 4,18        |
| Votes nuls               | Votes nuls               | Votes nuls               | Votes nuls               | 133          | 3,42         | 65          | 1,68        |
| Total                    | Total                    | Total                    | Total                    | 3 885        | 100          | 3 874       | 100         |
| Abstention               | Abstention               | Abstention               | Abstention               | 7 690        | 66,44        | 7 701       | 66,53       |
| Inscrits / participation | Inscrits / participation | Inscrits / participation | Inscrits / participation | 11 575       | 33,56        | 11 575      | 33,47       |

### Canton de La Guerche-sur-l'Aubois
| Candidats                | Candidats                | Partis                   | Nuance                   | Premier tour | Premier tour | Second tour | Second tour |
| Candidats                | Candidats                | Partis                   | Nuance                   | Voix         | %            | Voix        | %           |
| ------------------------ | ------------------------ | ------------------------ | ------------------------ | ------------ | ------------ | ----------- | ----------- |
|                          | Bernadette Courivaud     | PS                       | SOC                      | 1 301        | 44,43        | 1 701       | 57,62       |
|                          | Serge Méchin             | PS                       | SOC                      | 1 301        | 44,43        | 1 701       | 57,62       |
|                          | Olivier Hurabielle       | DVD                      | DVD                      | 886          | 30,26        | 1 251       | 42,38       |
|                          | Sylvie Mathiaud          | DVD                      | DVD                      | 886          | 30,26        | 1 251       | 42,38       |
|                          | Christophe Dufresne      | RN                       | RN                       | 741          | 25,31        |             |             |
|                          | Annick Lepère            | RN                       | RN                       | 741          | 25,31        |             |             |
|                          |                          |                          |                          |              |              |             |             |
| Suffrages exprimés       | Suffrages exprimés       | Suffrages exprimés       | Suffrages exprimés       | 2 928        | 95,41        | 2 952       | 91,11       |
| Votes blancs             | Votes blancs             | Votes blancs             | Votes blancs             | 96           | 3,13         | 178         | 5,49        |
| Votes nuls               | Votes nuls               | Votes nuls               | Votes nuls               | 45           | 1,47         | 110         | 3,40        |
| Total                    | Total                    | Total                    | Total                    | 3 069        | 100          | 3 240       | 100         |
| Abstention               | Abstention               | Abstention               | Abstention               | 6 604        | 68,27        | 6 433       | 66,50       |
| Inscrits / participation | Inscrits / participation | Inscrits / participation | Inscrits / participation | 9 673        | 31,73        | 9 673       | 33,50       |

### Canton de Mehun-sur-Yèvre
| Candidats                | Candidats                | Partis                   | Nuance                   | Premier tour | Premier tour | Second tour | Second tour |
| Candidats                | Candidats                | Partis                   | Nuance                   | Voix         | %            | Voix        | %           |
| ------------------------ | ------------------------ | ------------------------ | ------------------------ | ------------ | ------------ | ----------- | ----------- |
|                          | Sophie Bertrand          | LR                       | UD                       | 1 907        | 43,14        | 2 501       | 56,80       |
|                          | Christian Gattefin       | DVD                      | UD                       | 1 907        | 43,14        | 2 501       | 56,80       |
|                          | Julie Dallois            | PCF                      | COM                      | 1 501        | 33,95        | 1 902       | 43,20       |
|                          | Daniel Lacroix           | PCF                      | COM                      | 1 501        | 33,95        | 1 902       | 43,20       |
|                          | Annick Bissiaux          | RN                       | RN                       | 1 013        | 22,91        |             |             |
|                          | Maurice Gosseaume        | RN                       | RN                       | 1 013        | 22,91        |             |             |
|                          |                          |                          |                          |              |              |             |             |
| Suffrages exprimés       | Suffrages exprimés       | Suffrages exprimés       | Suffrages exprimés       | 4 421        | 94,18        | 4 403       | 92,46       |
| Votes blancs             | Votes blancs             | Votes blancs             | Votes blancs             | 166          | 3,54         | 237         | 4,98        |
| Votes nuls               | Votes nuls               | Votes nuls               | Votes nuls               | 107          | 2,28         | 122         | 2,56        |
| Total                    | Total                    | Total                    | Total                    | 4 694        | 100          | 4 762       | 100         |
| Abstention               | Abstention               | Abstention               | Abstention               | 9 866        | 67,76        | 9 797       | 67,29       |
| Inscrits / participation | Inscrits / participation | Inscrits / participation | Inscrits / participation | 14 560       | 32,24        | 14 559      | 32,71       |

### Canton de Saint-Amand-Montrond
| Candidats                | Candidats                | Partis                   | Nuance                   | Premier tour | Premier tour | Second tour | Second tour |
| Candidats                | Candidats                | Partis                   | Nuance                   | Voix         | %            | Voix        | %           |
| ------------------------ | ------------------------ | ------------------------ | ------------------------ | ------------ | ------------ | ----------- | ----------- |
|                          | Emmanuel Riotte          | LR                       | UCD                      | 2 189        | 61,04        | 2 693       | 76,59       |
|                          | Clarisse Duluc           | LR                       | UCD                      | 2 189        | 61,04        | 2 693       | 76,59       |
|                          | Céline Apricena          | RN                       | RN                       | 702          | 19,58        | 823         | 23,41       |
|                          | Louis Deniau             | RN                       | RN                       | 702          | 19,58        | 823         | 23,41       |
|                          | Dominique Larduinat      | PCF                      | UGE                      | 695          | 19,38        |             |             |
|                          | Laurence Mioche          | DVG                      | UGE                      | 695          | 19,38        |             |             |
|                          |                          |                          |                          |              |              |             |             |
| Suffrages exprimés       | Suffrages exprimés       | Suffrages exprimés       | Suffrages exprimés       | 3 586        | 93,85        | 3 516       | 88,32       |
| Votes blancs             | Votes blancs             | Votes blancs             | Votes blancs             | 124          | 3,25         | 309         | 7,76        |
| Votes nuls               | Votes nuls               | Votes nuls               | Votes nuls               | 111          | 2,90         | 156         | 3,92        |
| Total                    | Total                    | Total                    | Total                    | 3 821        | 100          | 3 981       | 100         |
| Abstention               | Abstention               | Abstention               | Abstention               | 7 919        | 67,45        | 7 764       | 66,10       |
| Inscrits / participation | Inscrits / participation | Inscrits / participation | Inscrits / participation | 11 740       | 32,55        | 11 745      | 33,90       |

### Canton de Saint-Doulchard
| Candidats                | Candidats                | Partis                   | Nuance                   | Premier tour | Premier tour | Second tour | Second tour |
| Candidats                | Candidats                | Partis                   | Nuance                   | Voix         | %            | Voix        | %           |
| ------------------------ | ------------------------ | ------------------------ | ------------------------ | ------------ | ------------ | ----------- | ----------- |
|                          | Richard Boudet           | DVD                      | DVD                      | 1 978        | 48,19        | 2 330       | 51,38       |
|                          | Catherine Rebottaro      | DVD                      | DVD                      | 1 978        | 48,19        | 2 330       | 51,38       |
|                          | Yvon Beuchon             | DVG                      | DVG                      | 1 773        | 43,19        | 2 205       | 48,62       |
|                          | Magali Sayag             | DVG                      | DVG                      | 1 773        | 43,19        | 2 205       | 48,62       |
|                          | Marianne Commeau         | DVD                      | UCD                      | 354          | 8,62         |             |             |
|                          | Dominique Telliez        | DVD                      | UCD                      | 354          | 8,62         |             |             |
|                          |                          |                          |                          |              |              |             |             |
| Suffrages exprimés       | Suffrages exprimés       | Suffrages exprimés       | Suffrages exprimés       | 4 105        | 95,96        | 4 535       | 96,80       |
| Votes blancs             | Votes blancs             | Votes blancs             | Votes blancs             | 116          | 2,71         | 98          | 2,09        |
| Votes nuls               | Votes nuls               | Votes nuls               | Votes nuls               | 57           | 1,33         | 52          | 1,11        |
| Total                    | Total                    | Total                    | Total                    | 4 278        | 100          | 4 685       | 100         |
| Abstention               | Abstention               | Abstention               | Abstention               | 7 849        | 64,72        | 7 445       | 61,38       |
| Inscrits / participation | Inscrits / participation | Inscrits / participation | Inscrits / participation | 12 127       | 35,28        | 12 130      | 38,62       |

### Canton de Saint-Germain-du-Puy
| Candidats                | Candidats                    | Partis                   | Nuance                   | Premier tour | Premier tour | Second tour | Second tour |
| Candidats                | Candidats                    | Partis                   | Nuance                   | Voix         | %            | Voix        | %           |
| ------------------------ | ---------------------------- | ------------------------ | ------------------------ | ------------ | ------------ | ----------- | ----------- |
|                          | Marie-Christine Baudoin      | PCF                      | UG                       | 1 755        | 42,63        | 2 180       | 51,60       |
|                          | Gérard Clavier               | DVG                      | UG                       | 1 755        | 42,63        | 2 180       | 51,60       |
|                          | Ghislaine de Bengy-Puyvallée | LR                       | DVD                      | 1 531        | 37,19        | 2 045       | 48,40       |
|                          | Christophe Drunat            | DVD                      | DVD                      | 1 531        | 37,19        | 2 045       | 48,40       |
|                          | Jean-René Coueille           | RN                       | RN                       | 831          | 20,18        |             |             |
|                          | Véronique Pfister            | RN                       | RN                       | 831          | 20,18        |             |             |
|                          |                              |                          |                          |              |              |             |             |
| Suffrages exprimés       | Suffrages exprimés           | Suffrages exprimés       | Suffrages exprimés       | 4 117        | 95,99        | 4 225       | 93,37       |
| Votes blancs             | Votes blancs                 | Votes blancs             | Votes blancs             | 115          | 2,68         | 199         | 4,40        |
| Votes nuls               | Votes nuls                   | Votes nuls               | Votes nuls               | 57           | 1,33         | 101         | 2,23        |
| Total                    | Total                        | Total                    | Total                    | 4 289        | 100          | 4 525       | 100         |
| Abstention               | Abstention                   | Abstention               | Abstention               | 7 421        | 63,37        | 7 227       | 61,50       |
| Inscrits / participation | Inscrits / participation     | Inscrits / participation | Inscrits / participation | 11 710       | 36,63        | 11 752      | 38,50       |

### Canton de Saint-Martin-d'Auxigny
| Candidats                | Candidats                | Partis                   | Nuance                   | Premier tour | Premier tour | Second tour | Second tour |
| Candidats                | Candidats                | Partis                   | Nuance                   | Voix         | %            | Voix        | %           |
| ------------------------ | ------------------------ | ------------------------ | ------------------------ | ------------ | ------------ | ----------- | ----------- |
|                          | Fabrice Chollet          | LR                       | UCD                      | 2 547        | 60,23        | 3 314       | 100,00      |
|                          | Béatrice Damade          | UDI                      | UCD                      | 2 547        | 60,23        | 3 314       | 100,00      |
|                          | Joëlle Chauveau          | ÉCO                      | COM                      | 858          | 20,29        | Retrait     | Retrait     |
|                          | Joël Crotté              | ÉCO                      | COM                      | 858          | 20,29        | Retrait     | Retrait     |
|                          | Johanna Le Creurer       | RN                       | RN                       | 824          | 19,48        |             |             |
|                          | Adrien Malarde           | RN                       | RN                       | 824          | 19,48        |             |             |
|                          |                          |                          |                          |              |              |             |             |
| Suffrages exprimés       | Suffrages exprimés       | Suffrages exprimés       | Suffrages exprimés       | 4 229        | 95,33        | 3 314       | 79,89       |
| Votes blancs             | Votes blancs             | Votes blancs             | Votes blancs             | 133          | 3,00         | 701         | 16,90       |
| Votes nuls               | Votes nuls               | Votes nuls               | Votes nuls               | 74           | 1,67         | 133         | 3,21        |
| Total                    | Total                    | Total                    | Total                    | 4 436        | 100          | 8 815       | 100         |
| Abstention               | Abstention               | Abstention               | Abstention               | 8 524        | 65,77        | 8 815       | 68,00       |
| Inscrits / participation | Inscrits / participation | Inscrits / participation | Inscrits / participation | 12 960       | 34,23        | 12 963      | 25,57       |

### Canton de Sancerre
| Candidats                | Candidats                | Partis                   | Nuance                   | Premier tour | Premier tour | Second tour | Second tour |
| Candidats                | Candidats                | Partis                   | Nuance                   | Voix         | %            | Voix        | %           |
| ------------------------ | ------------------------ | ------------------------ | ------------------------ | ------------ | ------------ | ----------- | ----------- |
|                          | Patrick Bagot            | DVD                      | DVD                      | 2 534        | 48,67        | 3 231       | 61,22       |
|                          | Sophie Chestier          | DVD                      | DVD                      | 2 534        | 48,67        | 3 231       | 61,22       |
|                          | Pascale Marcq            | ÉCO                      | DIV                      | 1 537        | 29,52        | 2 047       | 38,78       |
|                          | Bruno van der Putten     | DVG                      | DIV                      | 1 537        | 29,52        | 2 047       | 38,78       |
|                          | Marie-Pierre Allart      | RN                       | RN                       | 1 135        | 21,80        |             |             |
|                          | Jimmy Swynghedauwe       | RN                       | RN                       | 1 135        | 21,80        |             |             |
|                          |                          |                          |                          |              |              |             |             |
| Suffrages exprimés       | Suffrages exprimés       | Suffrages exprimés       | Suffrages exprimés       | 5 206        | 93,67        | 5 278       | 92,03       |
| Votes blancs             | Votes blancs             | Votes blancs             | Votes blancs             | 227          | 4,08         | 314         | 5,48        |
| Votes nuls               | Votes nuls               | Votes nuls               | Votes nuls               | 125          | 2,25         | 143         | 2,49        |
| Total                    | Total                    | Total                    | Total                    | 5 558        | 100          | 5 735       | 100         |
| Abstention               | Abstention               | Abstention               | Abstention               | 8 948        | 61,68        | 8 771       | 60,46       |
| Inscrits / participation | Inscrits / participation | Inscrits / participation | Inscrits / participation | 14 506       | 38,32        | 14 506      | 39,54       |

### Canton de Trouy
| Candidats                | Candidats                | Partis                   | Nuance                   | Premier tour | Premier tour | Second tour | Second tour |
| Candidats                | Candidats                | Partis                   | Nuance                   | Voix         | %            | Voix        | %           |
| ------------------------ | ------------------------ | ------------------------ | ------------------------ | ------------ | ------------ | ----------- | ----------- |
|                          | Patrick Barnier          | DVD                      | UDI                      | 1 887        | 47,01        | 2 392       | 62,00       |
|                          | Florence Pierre          | UDI                      | UDI                      | 1 887        | 47,01        | 2 392       | 62,00       |
|                          | Bruno Maréchal           | EÉLV                     | UCG                      | 1 158        | 28,85        | 1 466       | 38,00       |
|                          | Marie-Thérèse Petit      | EÉLV                     | UCG                      | 1 158        | 28,85        | 1 466       | 38,00       |
|                          | Michèle Bernard          | RN                       | RN                       | 969          | 24,14        |             |             |
|                          | Steven Leclanché         | RN                       | RN                       | 969          | 24,14        |             |             |
|                          |                          |                          |                          |              |              |             |             |
| Suffrages exprimés       | Suffrages exprimés       | Suffrages exprimés       | Suffrages exprimés       | 4 014        | 93,72        | 3 858       | 89,83       |
| Votes blancs             | Votes blancs             | Votes blancs             | Votes blancs             | 176          | 4,11         | 309         | 7,19        |
| Votes nuls               | Votes nuls               | Votes nuls               | Votes nuls               | 93           | 2,17         | 128         | 2,98        |
| Total                    | Total                    | Total                    | Total                    | 4 283        | 100          | 4 295       | 100         |
| Abstention               | Abstention               | Abstention               | Abstention               | 8 042        | 65,25        | 8 035       | 65,17       |
| Inscrits / participation | Inscrits / participation | Inscrits / participation | Inscrits / participation | 12 325       | 34,75        | 12 330      | 34,83       |

### Canton de Vierzon-1
| Candidats                | Candidats                | Partis                   | Nuance                   | Premier tour | Premier tour | Second tour | Second tour |
| Candidats                | Candidats                | Partis                   | Nuance                   | Voix         | %            | Voix        | %           |
| ------------------------ | ------------------------ | ------------------------ | ------------------------ | ------------ | ------------ | ----------- | ----------- |
|                          | Franck Michoux           | PCF                      | COM                      | 1 184        | 45,26        | 1 788       | 66,22       |
|                          | Mélanie Chauvet          | PCF                      | COM                      | 1 184        | 45,26        | 1 788       | 66,22       |
|                          | Bruno Bourdin            | RN                       | RN                       | 653          | 24,96        | 912         | 33,78       |
|                          | Fabienne Moindrot        | RN                       | RN                       | 653          | 24,96        | 912         | 33,78       |
|                          | Cécile Changeux          | DVD                      | DVD                      | 518          | 19,80        |             |             |
|                          | Yann Godard              | DVD                      | DVD                      | 518          | 19,80        |             |             |
|                          | Farid Demik              | EÉLV                     | ECO                      | 261          | 9,98         |             |             |
|                          | Valérie Joffre           | EÉLV                     | ECO                      | 261          | 9,98         |             |             |
|                          |                          |                          |                          |              |              |             |             |
| Suffrages exprimés       | Suffrages exprimés       | Suffrages exprimés       | Suffrages exprimés       | 2 616        | 95,44        | 2 700       | 92,06       |
| Votes blancs             | Votes blancs             | Votes blancs             | Votes blancs             | 69           | 2,52         | 160         | 5,46        |
| Votes nuls               | Votes nuls               | Votes nuls               | Votes nuls               | 56           | 2,04         | 73          | 2,49        |
| Total                    | Total                    | Total                    | Total                    | 2 741        | 100          | 2 933       | 100         |
| Abstention               | Abstention               | Abstention               | Abstention               | 7 504        | 73,25        | 7 308       | 71,36       |
| Inscrits / participation | Inscrits / participation | Inscrits / participation | Inscrits / participation | 10 245       | 26,75        | 10 241      | 28,64       |

### Canton de Vierzon-2
| Candidats                | Candidats                | Partis                   | Nuance                   | Premier tour | Premier tour | Second tour | Second tour |
| Candidats                | Candidats                | Partis                   | Nuance                   | Voix         | %            | Voix        | %           |
| ------------------------ | ------------------------ | ------------------------ | ------------------------ | ------------ | ------------ | ----------- | ----------- |
|                          | Jean-Pierre Charles      | PCF                      | COM                      | 1 984        | 54,79        | 2 442       | 67,03       |
|                          | Delphine Piétu           | PCF                      | COM                      | 1 984        | 54,79        | 2 442       | 67,03       |
|                          | Isabelle Bichler         | RN                       | RN                       | 955          | 26,37        | 1 201       | 32,97       |
|                          | Thibaut Le Mouël         | RN                       | RN                       | 955          | 26,37        | 1 201       | 32,97       |
|                          | Gabriel Behaghel         | MoDem                    | DVC                      | 682          | 18,83        |             |             |
|                          | Mariana Mummolo-Gruss    | MoDem                    | DVC                      | 682          | 18,83        |             |             |
|                          |                          |                          |                          |              |              |             |             |
| Suffrages exprimés       | Suffrages exprimés       | Suffrages exprimés       | Suffrages exprimés       | 3 621        | 94,57        | 3 643       | 91,49       |
| Votes blancs             | Votes blancs             | Votes blancs             | Votes blancs             | 120          | 3,13         | 211         | 5,30        |
| Votes nuls               | Votes nuls               | Votes nuls               | Votes nuls               | 88           | 2,30         | 128         | 3,21        |
| Total                    | Total                    | Total                    | Total                    | 3 829        | 100          | 3 982       | 100         |
| Abstention               | Abstention               | Abstention               | Abstention               | 7 763        | 66,97        | 7 610       | 65,65       |
| Inscrits / participation | Inscrits / participation | Inscrits / participation | Inscrits / participation | 11 592       | 33,03        | 11 592      | 34,35       |